# Дарија Кнез
Дариа Кнез (Шибеник, 12. септембар 1977) хрватска је позоришна, телевизијска и филмска глумица.

## Биографија
У Великој Горици проводи детињство, те 1996. године уписује глуму на Академији драмске уметности у Загребу, те дипломирала 2002. године. Од друге године студија сарађује са многим хрватским позоришним кућама те ради на телевизији и филму.

## Филмографија

### Телевизијске улоге
- „Почивали у миру“ као Мија (2013)[3]
- „Проводи и спроводи“ као Жана (2011)[3]
- „Битанге и принцезе“ као Маја (2008)[3]
- „Позориште у кући“ као Сања Гаћина (2006—2007)[4]
- „Бумеранг“ као Мартина Краљ (2005—2006)[3]